# Superammasso dell'Orsa Maggiore
Il Superammasso dell'Orsa Maggiore (SCl 109) è un superammasso di galassie situato nella omonima costellazione alla distanza di 173 milioni di parsec dalla Terra (circa 564 milioni di anni luce).
Si stima una lunghezza del superammasso di circa 25 milioni di parsec.
Si contano 8 superammassi di galassie Abell: Abell 1270, Abell 1291, Abell 1318, Abell 1377, Abell 1383, Abell 1436, Abell 1452 e Abell 1507.  In uno studio più recente sono stati identificati 11 ammassi di galassie.